# Tutte lo vogliono
Tutte lo vogliono è un film del 2015 diretto da Alessio Maria Federici, e scritto da Valentina Gaddi, Maria Teresa Venditti, Alessandra di Pietro, Michela Andreozzi, Mario Ruggeri, Giacomo Ciarrapico e lo stesso Federici.

## Trama
Orazio è uno sciampista in un negozio di animali che arrotonda cercando di fare il salto di qualità con video di animali divertenti. Un giorno inizia a raccontare la sua storia a uno scimpanzé e in particolare di come è avvenuto il suo incontro con Chiara, una donna che lavora per l'azienda di catering di famiglia e soffre di anorgasmia. Durante una seduta di gruppo, Chiara viene a conoscenza del famoso "GPS" (acronimo di Generoso Partner Sessuale, una nuova versione di gigolò moderno che promette risultati eccellenti e appaganti). Per una serie di circostanze paradossali, Orazio viene scambiato per questo GPS e Chiara decide di contattarlo per risolvere il suo problema. In un primo momento, ignaro dell'equivoco, Orazio rimane stupito delle attenzioni di Chiara e se ne innamora, ma quando scopre le vere intenzioni della donna non le rivela la verità e le fa credere di essere un esperto GPS per consumare una vendetta personale. Chiara si sottopone a una serie di prove bizzarre e umilianti finché una sera scopre la vera identità di Orazio. Dopo un alterco, l'uomo le rivela i propri sentimenti e i due trascorrono una notte insieme nella quale Chiara riesce finalmente a provare piacere. La donna, convinta di essere guarita e di non aver più bisogno di Orazio, chiude ogni rapporto con lui. Nei mesi successivi, Orazio acquista popolarità e i suoi video diventano virali su internet. Il suo blog è seguito anche da Chiara che, ricevuta una notifica di un nuovo video in diretta, si precipita da lui per confessargli il suo amore.

## Produzione

### Riprese
Le riprese sono state effettuate a Roma, in particolare presso il Bioparco di Roma, Villa Giulia, Via Pinciana, il Teatro di Villa Torlonia, Villa Borghese, Via Margutta e Piazza della Repubblica. Mentre, in Abruzzo, sono state effettuate a Campo Imperatore.

## Accoglienza
In Italia il film ha incassato 1,8 milioni di euro al botteghino nelle prime tre settimane di programmazione.